# Cortiçal
Cortiçal é uma aldeia Portuguesa pertencente à freguesia de Abrã, Concelho e distrito de Santarém. 
História: 
É a principal de quatro pequenas localidades: Vale Florido, Casal de Além, Carvalheiro e Cortiçal. 
Os primeiros relatos de povoação desta localidade remontam a meados do século XIX, altura em que, segundo fontes em livros históricos, um casal dono de fazendas cujo tamanho era equivalente á hoje àrea de Cortiçal, construiu para a sua filha e respetivo genro uma casa na zona norte da aldeia. Inicialmente, Cortiçal pertencia à freguesia de Santa Margarida de Abrãã (hoje apenas Abrã), sendo que mais tarde, com o reordenamento do território e a extinção do concelho de Alcanede, passou a pertencer ao concelho de Santarém, do qual ainda hoje faz parte. 
Em 1923, é construida a primeira escola primária. Mais tarde, é erguida a capela do lugar, sendo que em 1974 foi construída a Associação Cultural e Desportiva Cortiçalense,entidade esta que já contava com um campo de futebol.  
Património Cultural: 
Festas em honra de S.José - primeiros dias de agosto (outrora a 19 de março)
Património natural/edificado: 
Moínho estudante
Lagoa 
Casa do povo
Capelinha
Casa mortuária
"Primeira casa" do Cortiçal
Antiga Escola Primária